# Норвежский легион
Норвежский легион, Батальон «Норвежский добровольческий легион» или Добровольческий легион СС «Норвегия» (норв. Den norske legion, нем. SS-Freiwilligen-Legion Norwegen) — норвежское добровольческое воинское формирование, участвовавшее во Второй мировой войне на стороне нацистской Германии.
Создано в 1941 году после оккупации Норвегии немецкими войсками.

## История
Норвежских добровольцев для отправки на Восточный фронт стали набирать уже в июне 1941 года. В крупных норвежских городах были открыты вербовочные пункты, и к концу июля первые 300 добровольцев отправились в Германию. По прибытии в Киль их направили в учебный центр Фаллингбостель, где 1 августа 1941 года был официально создан добровольческий легион «Норвегия».
В середине августа в Фаллингбостель прибыли ещё 700 норвежских добровольцев, а также 62 добровольца из норвежской общины в Берлине.
С зимы 1942 по весну 1943 года легион находился на Ленинградском фронте, где он был введён в состав 2-й пехотной бригады СС. К моменту его прибытия под Ленинград линия фронта уже пять месяцев была стабильной, поэтому в период своего нахождения на фронте норвежские легионеры вели позиционную войну.
8 октября 1942 года на фронт прибыла 1-я полицейская рота, состоявшая из 160 человек. Она заняла позиции к югу от Пулковской обсерватории. Рота действовала в составе легиона, который в это время находился на северном участке фронта, где участвовала в оборонительных боях у Красного Села, Константиновки, Урицка и Красного Бора.
Часть 14-й роты легиона часто перебрасывались на другие участки фронта. В январе 1943 года советские войска прорвали блокаду Ленинграда, образовав узкий коридор в 8 — 11 км. В связи с этим 21 января один взвод 14-й роты был снят с позиций и направлен в район станции Мга, где до конца февраля был задействован в сдерживании атак советских частей.
В конце февраля 1943 года норвежские легионеры были направлены в учебный лагерь Графенвёр в южной Германии, откуда те из них, кто не желал более продлевать контракт, вернулись в Норвегию. Личный состав, желавший продолжить службу в СС, был переведён в дивизию «Нордланд».
Всего через легион прошло около 1 950 человек, из которых 175 погибли.

## Состав
- немецкий штаб по снабжению, который состоит из 10 человек
- 1-я рота
- 2-я рота
- 3-я рота
- 4-я рота
- 5-я рота
- 14-я противотанковая рота
- 1-я полицейская рота

В батальоне среди военнослужащих имелись немецкие «советники». В каждой роте имелось по одному такому «советнику». В большинстве эти «советники» находились в чине лейтенанта.

## В составе
Был в составе пехотного полка, дивизии.

## Командиры
- Йёрген Бакке (с августа 1941), легион-штурмбаннфюрер
- Финн Ханнибал Хельструп (с 21 сентября 1941), легион-штурмбаннфюрер
- Артур Квист (осень 1941 — 20 мая 1943), легион-штурмбаннфюрер (затем оберштурмбанфюрер)